# Skopje
Skopje (Macedonisch: Скопје; Albanees: Shkup bepaalde vorm: Shkupi) is de hoofdstad van Noord-Macedonië. De stad is gelegen in het noorden van het land, aan de rivier de Vardar. Het gehele stedelijke gebied, dat aan Kosovo grenst, heeft ongeveer 595.000 inwoners (2020) en is daarmee de grootste stad van Noord-Macedonië.

## Geschiedenis

### Klassieke oudheid
Het huidige gebied Skopje werd reeds bewoond vanaf 3500 voor Christus. Er zijn overblijfselen van neolithische nederzettingen gevonden, alsook van de oude vestiging die nu uitkijkt over het stadscentrum. De nederzetting werd waarschijnlijk bewoond door de Paionianen, een volk dat de regio bewoonde. In de 3e eeuw v.Chr. werden Skopje en de omringende gebieden bezet door de Dardani.
Skopje kwam onder Romeins gezag te staan nadat generaal Quintus Caecilius Metellus Macedonicus in 148 v.Chr. Andriscus van Macedonië had verslagen. Skopje (Latijn : Scupi) werd zo het eerste deel van de provincie Macedonia, die sinds 146 v.Chr. onder Romeins bevel stond. De noordwaartse expansie van het Romeinse Rijk tijdens de 1e eeuw v.Chr., in de tijd van keizer Augustus, leidde tot het creëren van de provincie Moesia, waarin Scupi werd ingelijfd. Na de splitsing van deze provincie door keizer Domitianus in 86 n.Chr., werd Scupi een kolonie, en werd het de zetel van de plaatselijke macht in de nieuwe provincie Moesia superior. Vanaf 395 kwam het in handen van het Byzantijnse Rijk.
De eerste bekende bisschop van de stad was Perigorius, die een van de aanwezigen was op de Raad van Sardica in 343. Scupi was hoogstwaarschijnlijk tot het midden van de 5e eeuw een wereldstad (Latijn : Archidioecesis Scopiensis)

### Middeleeuwen

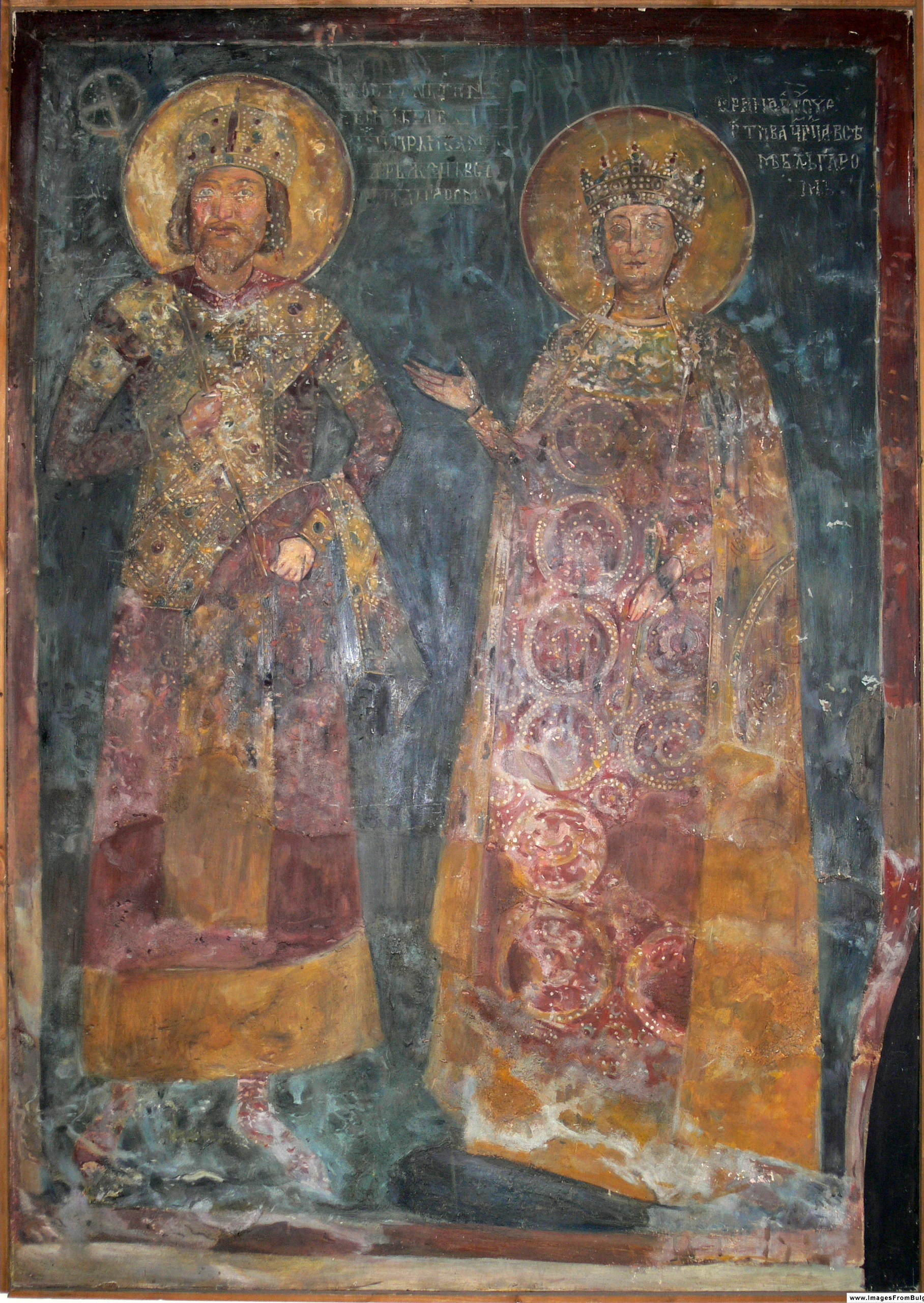
Konstantin Asen, keizer van Bulgarije (1257-1277).

De Byzantijnse keizer Justinianus I werd geboren nabij Scupi, in Tauresium, in 482 of 483. In 518 werd Scupi vrijwel geheel verwoest door een aardbeving. Justinianus kwam de inwoners te hulp door een nieuwe nederzetting te stichten net ten noorden van het toenmalige Scupi. De nieuwe stad werd Justiniana Prima genoemd. Toch werden Justiniana Prima en de restanten van Scupi verwoest door invallen van Slavische volkeren aan het eind van de 7e eeuw & begin 8e eeuw. De Slaven herbenoemden het gebied als Skopje, maar ze werden toch nog verdreven door de Byzantijnen. De naam van de stad bleef ongewijzigd.
Gedurende een hele periode van de vroege middeleeuwen, vormde de stad een twistpunt tussen het Byzantijnse en het Bulgaarse Rijk. Van 972 tot 992 was het de hoofdstad van het Eerste Bulgaarse Rijk. Na de val van het Eerste Bulgaarse Rijk in 1018 werd het de hoofdstad van de Byzantijnse bestuurlijke regio (katepanat geheten) Bulgarije. Skopje werd een bloeiende handelsstad, maar dit daalde snel door een vernietigende aardbeving aan het einde van de 11e eeuw. In het midden van de 13e eeuw werd het de hoofdplaats van het landgoed van de Bulgaarse feodale heer, de latere keizer Konstantin Asen. De stad werd in 1282 ingenomen door de Serviërs en in 1346 werd het de hoofdstad van het Servische Rijk van Stefan Uroš Dušan genoemd.

### De Ottomaanse stad
In 1392, drie jaar nadat de Serviërs waren verslagen in de Slag van Kosovo in 1389, werd Skopje ingenomen door het Ottomaanse Rijk. Voor de komende 500 jaar stond de stad bekend als Üsküb of Üsküp, de Turkse benaming. Üsküb werd de hoofdstad van het Vilayet van Kosovo (een district van Kosovo), dat een groter gebied innam dan het huidige Kosovo.
Het karakter van de stad veranderde opmerkelijk tijdens deze periode. De Ottomanen brachten een nieuwe godsdienst binnen, de islam, en bouwden vele religieuze en andere typisch Ottomaanse gebouwen, zoals moskeeën en hamams, waarvan er sommigen nu nog bestaan. Vele sefardische joden kwamen uit Spanje en vestigden zich in het gebied, wat zorgde voor een etnische variatie. De middeleeuwse stad werd echter voor de derde keer verwoest door een aardbeving in 1555, maar de stad werd snel weer opgebouwd en bloeide op tot een rijke handelsstad. In de 17e eeuw bedroeg de bevolking in Skopje tussen 30.000 en 60.000 inwoners. De Turkse schrijver Dulgar Dede bezocht de stad Üsküb tijdens deze periode en schreef het volgende :

Ik reisde gedurende vele jaren doorheen dat land van Rumelia en ik aanschouwde prachtige steden en ik was verbaasd bij Allahs zegen, maar geen enkele stad imponeerde me zoveel als de hemelse stad Skopje, die langs de Vardarrivier ligt.

In 1689 werd Skopje echter platgebrand door de Oostenrijkse generaal Engelberto d'Ugo Piccolomini, schijnbaar om een cholera-epidemie uit te roeien, maar eigenlijk om de Ottomaanse aanval op Wenen in 1683 te wreken.
De rijkdommen van de stad namen de volgende 200 jaar zienderogen af en haar bevolking slonk tot zo'n 10.000 inwoners bij het midden van de 19e eeuw. De stad herleefde pas na 1873 met de aanleg van de spoorweg van Belgrado (Servië) naar Thessaloniki (Griekenland), die ook de stad Skopje aandeed.

### 20e eeuw

#### Moeizame start
In 1905 bedroeg het inwonersaantal in Skopje 32.000. De bevolking was samengesteld uit een mengeling van etnische en religieuze groepen. In 1910 werd de rooms-katholieke non, Agnes Gonxha Bojaxhiu, later bekend als Moeder Teresa, geboren in Skopje.
De stad werd echter een groot centrum van rebellie tegen het verzwakkende Ottomaanse Rijk en in 1903 werd het een sleutelfiguur in de onsuccesvolle Ilinden-Preobrazhenie Opstand tegen het Ottomaanse bewind. Vanaf 12 augustus 1912 werden de Ottomanen korte tijd verdreven door de lokale Servische bevolking. Enkele maanden later, bij het begin van de Eerste Balkanoorlog.

#### Oorlogen
In 1913 raakten de geallieerden tijdens de Eerste Balkanoorlog met elkaar in conflict en dat vormde de aanleiding tot de Tweede Balkanoorlog (29 juni 1913 - 10 augustus 1913). Servië behield de controle over Skopje, mede door de Vardarvallei, die werd opgenomen in het Servische Rijk. Dit duurde tot oktober 1915, wanneer Bulgarije de centrale mogendheden steunde en een groot deel van het door Servië gecontroleerde Macedonië innam. De stad werd op het einde van de Eerste Wereldoorlog in 1918 bezet. Het werd vanaf dan een deel van het Koninkrijk der Serviërs, Kroaten en Slovenen (vanaf 1929 beter bekend als het Koninkrijk Joegoslavië)
Tussen 1941 en 1944 werd de stad bezet door de Bulgaren. Een maand nadat de communisten in Sofia de macht hadden gegrepen en het Bulgaarse leger naar het westfront werd gezonden om te vechten tegen de Duitsers, werd Skopje ingenomen door Joegoslavische troepen. Skopje werd vanaf 1944 deel van Joegoslavië en het werd de hoofdstad van een nieuw land: de Volksrepubliek Macedonië. Na de oorlogen werden Skopje en de rest van Macedonië ingelijfd bij Tito's Socialistische Federale Republiek Joegoslavië.

#### Aardbeving van 1963

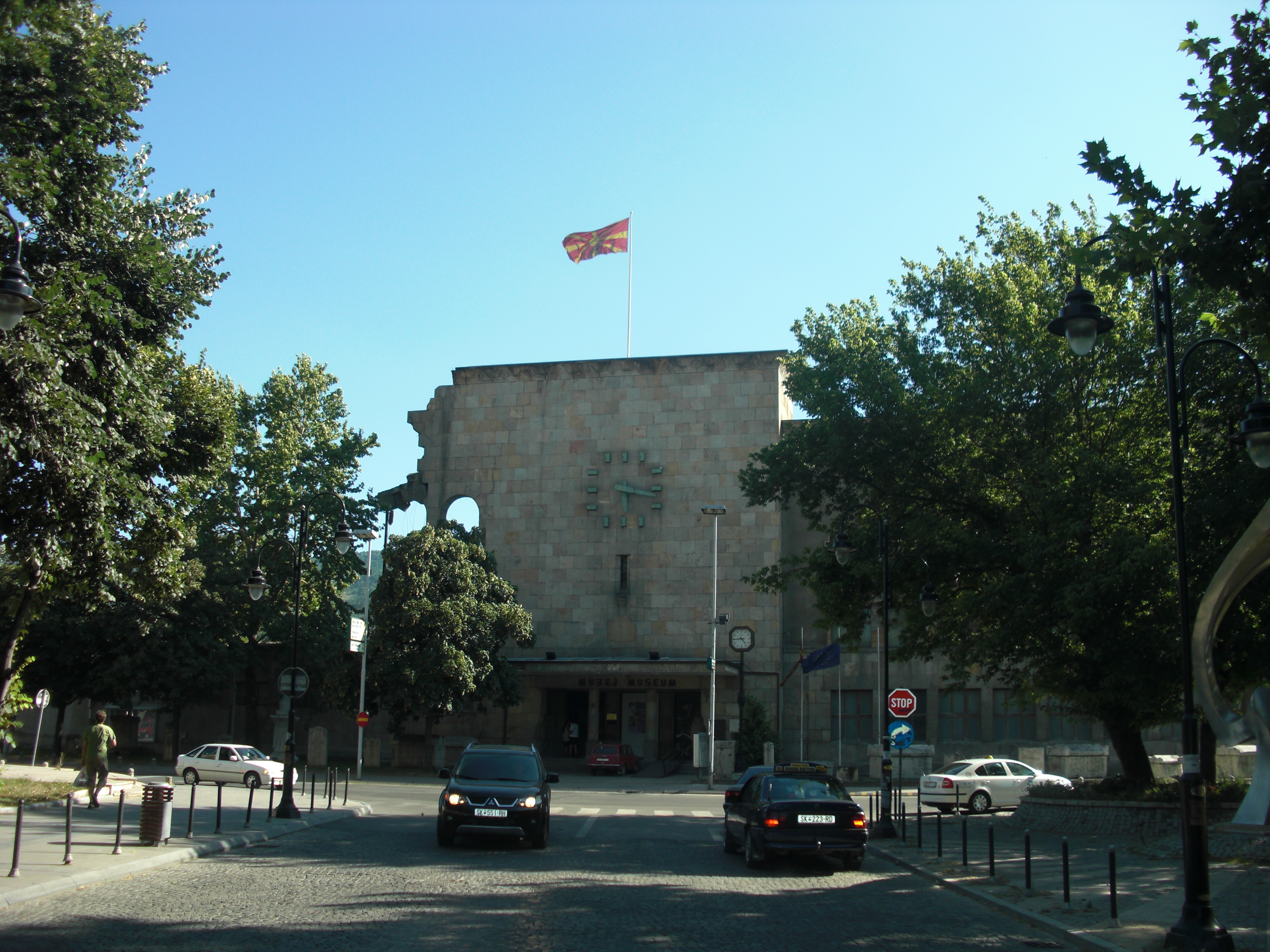
De klok van het oude treinstation wijst nog altijd 5.17 uur aan.

Op 26 juli 1963 werd Skopje vroeg in de morgen getroffen door een zware aardbeving van 6,1 op de schaal van Richter. Hierbij kwamen 1.000 mensen om het leven en raakten nog eens 120.000 mensen dakloos. 80% van de stad werd verwoest door de beving en talrijke monumenten werden zwaar beschadigd. Hierdoor is de Ottomaanse invloed op de stad nu een stuk minder zichtbaar. De totale schade wordt geschat op 150% van het toenmalige bruto nationaal product van Macedonië en 15% van het Joegoslavische bruto nationaal product. Dankzij de internationale hulp werd de stad snel weer herbouwd. Ook het oude treinstation in Skopje werd verwoest bij de aardbeving. De klok op het oude station is door de aardbeving stil komen staan en wijst nog steeds 5.17 uur aan, het tijdstip van de beving. De overblijfselen van het gebouw zijn nu een herdenkingsplek voor de slachtoffers en een museum.
Met financiële hulp van de internationale gemeenschap werd Skopje voor een groot stuk herontworpen onder leiding van de Japanse architect Kenzo Tange. Dit plan heeft Skopje serieus veranderd, mede doordat Tange een hele generatie Macedonische architecten inspireerde die het stadsbeeld van Skopje tot eind jaren tachtig zullen bepalen.

#### Groei
Skopje groeide zeer snel tijdens het begin van de Joegoslavische periode en werd een grote industriestad in de zuid-centrale Balkan. In 1991 viel Joegoslavië uiteen en Skopje werd de hoofdstad van de onafhankelijke republiek Macedonië.
In december 2006 werd de internationale luchthaven van Skopje Luchthaven Skopje Alexander de Grote herdoopt, wat opnieuw een diplomatiek conflict met Griekenland tot gevolg had. Skopje is ook de thuisbasis voor de Sint-Cyrillus en Sint-Methodius Universiteit, die werd gesticht in 1949.

#### Bezienswaardigheden
- Fort Skopje

## Bestuurlijke indeling

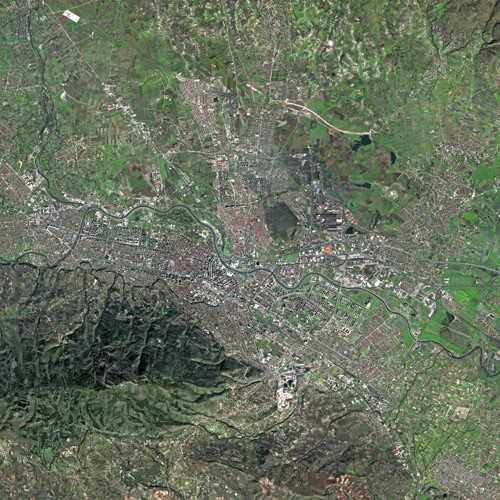
Luchtfoto van Skopje.

Sinds augustus 2004 is het stedelijk gebied van Skopje onderverdeeld in tien gemeenten, hiervoor waren dat er acht. Deze gemeenten hebben samen een speciale bestuurlijke status binnen de republiek. Het oude centrum van de stad heet Stara Čaršia en is onderdeel van de gemeente Centar.
De gemeenten zijn, met tussen haakjes het aantal inwoners in 2002:
- Aerodrom (72.009)
- Butel (36.154)
- Centar (45.412)
- Čair (64.773)
- Gazi Baba (72.617)
- Gorče Petrov (41.634)
- Karpoš (59.666)
- Kisela Voda (57.236)
- Saraj (35.408)
- Šuto Orizari (22.017)

## Geografie

### Algemeen
Skopje is gelegen in het noordelijke deel van de Republiek Noord-Macedonië, in het Grad Skopje. De rivier de Vardar vloeit dwars door de stad naar de Egeïsche Zee. Skopje ligt op 255 meter boven de zeespiegel. De oppervlakte bedraagt 1.854 km²

### Klimaat
Het klimaat in de stad is een continentaal klimaat, met warme zomers en frisse winters.

## Sport
FK Vardar Skopje is van oudsher de meest succesvolle voetbalclub van Skopje. Door twee keer de Joegoslavische voetbalbeker te winnen, is het de enige Macedonische voetbalclub die een rol van betekenis speelde in het Joegoslavische clubvoetbal. Sinds de onafhankelijkheid groeide FK Vardar Skopje uit tot de recordkampioen van Macedonië. FK Rabotnički Skopje, FK Makedonija Ğorče Petrov Skopje en het inmiddels verdwenen FK Sloga Jugomagnat Skopje werden eveneens landskampioen van Macedonië. FK Skopje en KF Shkupi zijn andere voetbalclubs uit Skopje.
De Philip II Arena is het belangrijkste voetbalstadion van Noord-Macedonië. Het fungeert als thuisbasis voor FK Vardar Skopje, FK Rabotnički Skopje en het Macedonisch voetbalelftal. Ook is er in 2017 voor de UEFA Super Cup gevoetbald.

## Bekende inwoners van Skopje

### Geboren
- Moeder Teresa (Agnes Gonxha Bojaxhi) (1910-1997),  katholieke zuster, stichteres van de Missionarissen van Naastenliefde en Nobelprijswinnares (1979)
- Slavka Maneva (1934-2010), schrijfster en dichter
- Esma Redžepova (1943), zangeres
- Čedomir Janevski (1961), voetballer en trainer
- Darko Pančev (1965), voetballer
- Zoran Boškovski (1967), voetballer
- Boban Babunski (1968), voetballer
- Nikola Gruevski (1970), premier van Macedonië (2006-2016)
- Gabriela Konevska-Trajkovska (1971-2010), politica
- Žarko Serafimovski (1971), voetballer
- Tijana Dapčević (1976), zangeres
- Aleksandar Stavrev (1977), voetbalscheidsrechter
- Martin Vučić (1982), zanger
- Vlatko Ilievski (1985-2018), acteur en zanger
- Ostoja Stjepanović (1985), voetballer
- Tamara Todevska (1985), zangeres
- Elena Risteska (1986), zangeres
- Berat Sadik (1986), voetballer
- Ivan Tričkovski (1987), voetballer
- Kristijan Naumovski (1988), voetballer
- Igor Stojchevski (1989), voetbalscheidsrechter
- Samir Fazli (1991), voetballer
- Stefan Ristovski (1992), voetballer
- Aleksandar Trajkovski (1992), voetballer
- Naser Aliji (1993), voetballer
- David Babunski (1994), voetballer
- Enis Bardhi (1995), voetballer
- Damjan Šiškovski (1995), voetballer
- Eljif Elmas (1999), voetballer
- Darko Čurlinov (2000), voetballer
- Barbara Popović (2000), zangeres
- Besfort Arifi (2002), Macedonisch-Belgisch voetballer

## Partnersteden
Skopje onderhoudt vriendschapsbanden met de volgende partnersteden:
- Bradford, (Verenigd Koninkrijk), sinds 1961
- Dijon, (Frankrijk), sinds 1961
- Dresden, (Duitsland), sinds 1967
- Tempe, (Verenigde Staten), sinds 1971
- Roubaix, (Frankrijk), sinds 1973
- Borgworm, (België), sinds 1974
- Neurenberg, (Duitsland), sinds 1982
- Nanchang, (China), sinds 1985
- Manisa, (Turkije), sinds 1985
- Suez, (Egypte), sinds 1985
- Pittsburgh, (Verenigde Staten), sinds 2002
- Istanboel, (Turkije), sinds 2003
- Ljubljana, (Slovenië), sinds 2007
- Podgorica, (Montenegro), sinds 2008
- Zaragoza, (Spanje), sinds 2008
- Zagreb, (Kroatië), sinds 2011
- Belgrado, (Servië), sinds 2011